# Lalola
Lalola fue una telecomedia argentina que salió al aire el 28 de agosto de 2007 y culminó el 29 de abril de 2008. Se emitió por el canal de aire América TV, siendo la única ficción de dicha señal al momento de su transmisión. Estuvo protagonizada por Carla Peterson y Luciano Castro, junto a la participación antagónica de Rafael Ferro y Agustina Lecouna.
Trataba sobre el director de una popular revista (Lalo Padilla) que, tras dejar plantada a una de sus amantes, recibió los efectos de un hechizo que ella le hizo en venganza. Al despertarse, Lalo descubrió que su cuerpo había cambiado por el de una mujer, originando así una serie de enredos de identidad que se mantendrían a lo largo de la serie.
El programa obtuvo nueve premios Martín Fierro en la edición correspondiente al año 2007, alzándose también con el Martín Fierro de Oro.

## Argumento

### De galán a los tacones
Esta comedia trata sobre un hombre machista llamado Ramiro "Lalo" Padilla (Juan Gil Navarro), exitoso en todos sus aspiraciones: es director de la editorial High Five, editor de la famosa revista Don, y tiene a su alrededor a muchas mujeres a las cuales intenta conquistar sin establecer con ellas ningún tipo de compromiso. Romina (Marcela Kloosterboer), quien está enamorada de Lalo y es desechada por él, decide vengar su falta de consideración recurriendo a una bruja (Rita Cortese). Las dos mujeres realizan un hechizo durante un eclipse lunar y convierten a Lalo en una mujer muy hermosa para que sienta lo desesperante que es para una mujer ser acosada y maltratada.
Cuando Lalo despierta y descubre su nuevo cuerpo entra en pánico, al igual que su incondicional amiga Grace (Muriel Santa Ana), pues ese día debe presentar un nuevo proyecto editorial. Con la ayuda de su amiga –que se convertirá en uno de sus pilares con el correr de la serie–, Lalo asume la identidad de Dolores “Lola” Padilla (Carla Peterson), su prima ficticia. Aduciendo que Lalo tuvo que irse a Alemania por problemas familiares, Lola reemplaza a su supuesto primo para poder seguir desempeñando su trabajo.
A partir de esto comienzan a suceder situaciones muy divertidas en las cuales Lalo, en el cuerpo de Lola, descubre, de la mano de Grace, todas las cosas que hacen a la mujer: usar tacones, vestir polleras, menstruar, etcétera. Poco a poco, comienza a notar lo falsas que eran algunas personas con Lalo, como su mejor amigo Gastón Zack (Rafael Ferro), uno de los principales opositores a la presencia de Lola en la editorial. Junto a él está Victoria (Sandra Ballesteros), para boicotear a la nueva jefa y ocasionalmente algún que otro personaje como la hija del dueño Natalia Aguirre (Agustina Lecouna) o su madre Carola (Reina Reech). Pero Lola también cuenta con algunos aliados como Donato Aguirre (Luis Ziembrowski), el presidente de High Five, a quien ella se mete rápidamente en el bolsillo y Facundo (Luciano Castro), el fotógrafo que comienza a demostrar interés en la forma femenina de Lalo.
Sin darse cuenta, Lola y Facundo se van acercando, pero ella pone frenos constantemente, dado que experimenta las contradicciones de su nueva identidad: aceptar que quiere a Facundo sería, en cierta forma, asumir otra sexualidad.

### Revelaciones
Entre las constantes idas y vueltas de su relación se cuentan Natalia –momentáneamente novia de Facundo– y Sabrina –exnovia del mismo y madre de su hija–. Posteriormente, Lola acepta que está enamorada de Facundo y le confiesa su verdadera identidad, pero este hecho aparentemente inverosímil los distancia. Es entonces cuando la serie da un vuelco al introducir a dos nuevos personajes regulares: Sergio y Gina.
Sergio encuentra a Lola un día y la llama Daniela. Así, ella y Grace descubren que en realidad el cuerpo de Lola pertenecía a una mujer –Daniela Calori– y que, producto del eclipse que tuvo lugar durante la noche del embrujo, fue intercambiado con el de Lalo. A estas alturas la protagonista asume una triple identidad para intentar recuperar su antiguo cuerpo, pero comienza a plantearse si en realidad desea volver a ser quien era.
En los últimos capítulos de la serie, Lola descubre que tiene la posibilidad de romper el conjuro cuando se repita el mismo fenómeno astronómico que la convirtió en lo que es. Ahora que ha recompuesto su relación con Facundo, ella decide quedarse como está y vivir junto con él como pareja.

## Elenco

### Regulares
| Intérprete         | Personaje                               | Año       |
| ------------------ | --------------------------------------- | --------- |
| Carla Peterson     | Dolores "Lola" Padilla / Daniela Calori | 2007-2008 |
| Luciano Castro     | Facundo "Facu" Canavaro                 | 2007-2008 |
| Muriel Santa Ana   | Graciela "Grace" Neira                  | 2007-2008 |
| Rafael Ferro       | Gastón Zacks                            | 2007-2008 |
| Agustina Lecouna   | Natalia Aguirre                         | 2007-2008 |
| Luis Ziembrowski   | Donato Aguirre                          | 2007-2008 |
| Sandra Ballesteros | Victoria “Vicky”                        | 2007      |
| Violeta Urtizberea | Julia                                   | 2007-2008 |
| Lola Berthet       | Soledad                                 | 2007-2008 |
| Víctor Malagrino   | Patricio "Pato" Miguel                  | 2007-2008 |

| Intérprete         | Personaje      | Año       |
| ------------------ | -------------- | --------- |
| Diana Lamas        | Griselda       | 2007-2008 |
| Tomás de las Heras | Nicolás        | 2007-2008 |
| Nahuel Mutti       | Boogie         | 2007-2008 |
| Matías Desiderio   | Martín         | 2007-2008 |
| Chela Cardalda     | Iris           | 2007-2008 |
| Bruna Castro       | Melisa         | 2007-2008 |
| Reina Reech        | Carola Aguirre | 2007-2008 |
| Pablo Cedrón       | Teo            | 2007      |

### Participaciones especiales
| Intérprete           | Personaje             | Año         | Descripción |
| -------------------- | --------------------- | ----------- | --- |
| Juan Gil Navarro     | Ramiro "Lalo" Padilla | 2007 y 2008 | Apareció en el primer episodio como el playboy que deviene en mujer. Luego, en el último episodio de la serie, reapareció como Daniela Calori encerrada en el cuerpo de Lalo. |
| Marcela Kloosterboer | Romina                | 2007 y 2008 | Era la chica a la que Lalo dejó plantada, tras una noche de intimidad. Romina decidió hechizar a su amante traicionero en castigo. Posteriormente, hizo las paces con Lalo/Lola. |
| Rita Cortese         | Bruja                 | 2007        | La bruja que convirtió a Lalo en mujer. Apareció en el primer y cuarto capítulo, en el que falleció frente a Lola y Grace. |
| Mónica Villa         | Adivina               | 2007        | Fue una adivina contratada para una fiesta de la editorial High Five. Ella descubrió que Lola era producto de un poderoso hechizo realizado por la bruja que contrató Romina. |
| Tina Serrano         | Madre de Lalo         | 2007        | La madre de Lalo venida de Uruguay, con una momentánea crisis matrimonial. |
| Santiago del Moro    | Matías                | 2007-2008   | Fue un novio de Natalia Aguirre, con el que ella pretendía darle celos a Facundo. |
| Gabriel Goity        | Pérez Pardo           | 2007        | Uno de los financistas de la revista Don. |
| Selva Alemán         | Gina Calori           | 2008        | Apareció en la serie durante 2008, como una mujer que buscaba a su hija desaparecida (Daniela) tras una pelea que esta última había tenido con su novio. Finalmente se convenció de que no era Lola. |
| Esteban Pérez        | Sergio                | 2008        | Fue el hombre con el que Daniela Calori engañó a su novio. Sergio intentó recomponer su relación con Daniela/Lola tras encontrarla en la costanera. Su aparición le brindó a Lalo la posibilidad de conocer más cosas sobre el pasado de su nuevo cuerpo, por ello asumió la identidad de Daniela para realizar averiguaciones. |
| Bárbara Lombardo     | Sabrina               | 2008        | Era la madre de Melisa, que abandonó a su hija y a Facundo por problemas psiquiátricos. En realidad, se escapó de la clínica para recomponer su relación familiar pero para ello Lola se volvió un estorbo, por lo que decidió poner a Facundo en su contra manipulando los hechos.                                             |
| Sergio Surraco       | Pablo                 | 2008        | El exnovio de Daniela Calori que le lanzó un hechizo con la misma bruja que Romina a Lalo, provocando el cambio de cuerpos. |
| Laura Azcurra        | Bruja 2               | 2008        | La segunda bruja, que apareció en la serie en los capítulos finales para anunciarle a Lola que el hechizo podría mantenerse o romperse con el siguiente eclipse. |
| Ezequiel Campa       | Billy                 | 2008        | Con él Lola le daba celos a Facundo y casi se van a viajar juntos, pero le hacen una trampa a Lola con unos ladrones y cuando ella debe escoger, se decide por Facundo. |
| Roman Chlapowski     | Padre de Lalo         | 2007        | Radicado en Uruguay junto a su esposa Susana, viaja a Argentina para resolver una crisis matrimonial. |

## Personajes
- Ramiro "Lalo" Padilla: Es el típico hombre machista moderno que solo piensa en sexo, cree que las mujeres toda la vida están pensando en casarse y tener hijos. Después de una noche de pasión, suele dejar a sus conquistas. Pero su última conquista, Romina, al verse tratada de este modo le jura venganza y lo convierte en mujer.
- Dolores "Lola" Padilla: Es la mujer en que fue convertido Lalo. Entra a tomar su puesto como la nueva directora de la editorial High Five, haciéndose pasar por la prima de este. Es intolerante a los comentarios machistas dirigidos hacia su persona, entiende lo que significa ser mujer gracias a la ayuda de su mejor amiga Grace. Comienza a simpatizar con la hija de Facundo y a enamorarse de él, aunque al principio no lo admita. Llega a tener una rivalidad con Natalia, la hija de Aguirre.
- Grace: Es la locutora estrella de una conocida estación de radio. Al principio parece estar enamorada de Lalo, siendo ella su mejor amiga, la única mujer a la que Lalo respeta. Es la única persona que conoce la historia de Lola y la ayuda en cada problema que se le presenta. Sin ella, Lola estaría perdida.
- Facundo: Es lo que llamaríamos un hombre perfecto. Siente aprecio y respeto hacia las mujeres, tiene una hija llamada Melisa. La madre de Melisa lo abandonó y desde entonces él se hizo cargo de la niña, es un excelente padre. Es fotógrafo y director de imagen de la revista Don, editada por High Five. Este hombre juró nunca enamorarse de nadie, pero al conocer a Lola se enamoró de ella perdidamente.
- Gastón: Era amigo y compañero de trabajo de Lalo, pero es enemigo de Lola y siempre anda buscando cómo quitarle el puesto. Sin embargo, casi todo le sale al revés.
- Aguirre: Es el dueño de la editorial High Five. Por consideración hacia Lalo, acepta que Lola lo suplante desde el primer momento de conocerla.
- Daniela Calori: Es la versión femenina de "Lalo" Padilla. Engaña a su novio y este la hace convertir en hombre. Cuando cambia de cuerpo con Lalo ella usa el nombre de Carlos. En el último capítulo habla con Lola acerca de lo que les ha pasado, comenta que no quiere regresar a ser Daniela Calori.

## Audiencia
La telenovela tuvo un promedio general de 7.6 puntos de índice de audiencia a lo largo de sus 150 emisiones, lo que era un número excelente, comparándolo con el promedio general de audiencia del canal América TV, cuyo prime-time no superaba los 5 puntos consiguiendo el tercer puesto esa franja, quedando por encima del principal rival de América, Canal 9, y por debajo de los reality shows de las cadenas Telefe y El trece en ese horario.
La medición más alta de Lalola fue de 10.9 puntos, alcanzados el 29 de agosto de 2007, mientras que el número más bajo fue de 3.0, el 17 de abril de 2008.

## Éxito
Lalola ha sido el programa que más audiencia ha tenido dentro del canal América TV, según la empresa medidora Ibope. El formato fue vendido a otros cuarenta países, entre ellos Filipinas, Colombia, México, El Salvador, España, Chile, Uruguay, Francia, Rusia, Venezuela, Brasil, Panamá, Grecia, Puerto Rico, EE. UU., Vietnam e incluso el mundo árabe, logrando de esta forma emular a Yo soy Betty, la fea.
En su primera exhibición en SBT (Brasil) logró obtener una media de 11 puntos, manteniéndose en segundo lugar y elevando la audiencia del canal, que en su antiguo horario exhibía Chiquititas 2000 (de Telefe), que marcaba una media de 7 puntos. No obstante, los índices de audiencia fueron cayendo a un promedio de 4 puntos, determinando la reducción de su horario.
En Uruguay, la serie logró liderar las mediciones de audiencia en su horario. 52MX emitió la comedia en México y en Estados Unidos. A partir del 7 de abril de 2008 comenzó la transmisión de la tira en el canal mexicano Azteca 7 de TV Azteca. Esa fue la primera vez que un canal de aire transmitió una telenovela argentina en su formato original, en vez de una reedición. Debido a que la emisión fue un éxito, después de un mes de haber terminado y por petición del público, TV Azteca decidió repetirla.

## Adaptaciones
Lalola ha tenido varias versiones a nivel mundial:
- En Chile, Lola: Emitida por Canal 13 en 2007, producida por Cecilia Ramírez y protagonizada por Blanca Lewin como Lola/Pepa, Jorge Alberti como Lalo/Pepe, Íngrid Cruz como Grace y Gonzalo Valenzuela como Diego (Facundo). Esta versión cambió totalmente la trama, pues Lalo, tras estar en el cuerpo de una mujer y asumirse como Lola, vuelve a ser hombre y se enamora de Grace, después, a punto de contraer matrimonio, vuelve a ser mujer, hasta que es nuevamente hombre, quedando así definitivamente. El personaje de Diego (Facundo) solo está en la mitad de la tira. Esta teleserie duró más de un año, convirtiéndose en la más larga realizada en Chile[5]
- En Filipinas, LaLola: Emitida por GMA Network en 2008, producida por Dominic Zapata y protagonizada por Rhian Ramos como Lola y JC de Vera como Facundo.
- En Bélgica, LouisLouise: Emitida por VTM en 2008, producida por Studio-A y protagonizada por Hilde De Baerdemaeker como Louise (Lola), Roel Vanderstukken como Thomas (Facundo), y Axel Daeseleire como Louis (Lalo).
- En España, Lalola: Emitida por Antena 3 en 2008, producida por Zebra Producciones y protagonizada por Marina Gatell como Lola, Octavi Pujades como Sergio (Facundo) y Benito Sagredo como Lalo. Esta versión terminó resumiendo los 30 últimos capítulos de la telenovela en 4, por el desgaste de audiencia que venía sufriendo.
- En Grecia, Λόλα (Lola): Emitida por ANT1 en 2008, producida por Stefanos Kontomaris y protagonizada por Anta Livitsanou como Eva (Lola), Thanassis Efthimiadis como Fotis (Facundo) y Giannis Aivazis como Adam (Lalo).
- En Rusia, Маргоша (Margozha): Emitida por CTC en 2008, protagonizada por Maria Berseneva como Margo (Lola) y Oleg Maslennikov-Voitov como Andrey (Facundo).
- En India, Bhaskar Bharti: Emitida por Sony Entertainment Television en 2009, producida por Manoj Kotian y protagonizada por Ragini Khanna como Bharti (Lola), Aamir Ali como Armaan (Facundo) y Eijaz Khan como Bhaskar (Lalo).
- En Portugal, Ele é Ela (Él es Ella): Emitida por TVI en 2010, producida por Jorge Cardoso y José Manuel Fernandes, y protagonizada por Benedita Pereira como Julia (Lola), Marco Delgado como Gonçalo (Facundo) y Marco D'Almeida como Julio (Lalo). Esta versión fue adaptada como serie de televisión. Fue cancelada con solo una temporada.
- En Perú, Lalola: Emitida por Frecuencia Latina en 2011, producida por Imizu Producciones y protagonizada por Gianella Neyra como Lola, Cristian Rivero como Facundo y Bernie Paz como Lalo.
- En México, Lalola: Emitida por TelevisaUnivision, a través de la plataforma de streaming Vix en 2024, producida por Joshua Mintz y Ana Celia Urquidi, y protagonizada por Bárbara de Regil como Lola, Gonzalo García Vivanco como Facundo y Diego Amozurrutia como Lalo. Esta versión fue adaptada como serie de televisión. Fue cancelada después de dos temporadas.

## Bandas sonoras
- Musicalización: Elvio Gómez
- Música de apertura: Enamorada - Miranda! (El disco de tu corazón)
- Música de insumo producto de las comunicaciones: Hola! - Miranda! (El disco de tu corazón)
- Tema musical en las mejores escenas de amor: The Story - Brandi Carlile
- Tema musical de los créditos finales: Hola! - Miranda! (El disco de tu corazón)
- Tema musical de la declaración a Facundo: Same mistake - James Blunt

## Premios
- Premios Emmy Internacional 2008
  - Mejor telenovela (nominada).

- Seoul Drama Festival: Mejor serie de ficción, Mejor director: Luppi, Ardanaz, Mejor cinematógrafo: Sergio Dotta, Mejor director musical: Elvio Gómez

### Premios Martín Fierro
| Año  | Categoría                         | Receptor                                  | Resultado |
| ---- | --------------------------------- | ----------------------------------------- | --------- |
| 2007 | Martín Fierro de Oro              | Martín Fierro de Oro                      | Ganadora  |
| 2007 | Mejor telecomedia                 | Mejor telecomedia                         | Ganadora  |
| 2007 | Mejor director                    | Gustavo Luppi Marcelo Suárez Diego Suárez | Ganador   |
| 2007 | Mejor autor / libretista          | Esther Feldman Alejandro Maci             | Ganadores |
| 2007 | Mejor actor de comedia            | Luciano Castro                            | Ganador   |
| 2007 | Mejor actriz de comedia           | Carla Peterson                            | Ganadora  |
| 2007 | Actor de reparto de comedia       | Pablo Cedrón                              | Nominado  |
| 2007 | Actor de reparto de comedia       | Luis Ziembrowski                          | Ganador   |
| 2007 | Actriz de reparto de comedia      | Lola Berthet                              | Nominada  |
| 2007 | Actriz de reparto de comedia      | Muriel Santa Ana                          | Nominada  |
| 2007 | Actriz de reparto de comedia      | Sandra Ballesteros                        | Nominada  |
| 2007 | Revelación                        | Matías Desiderio                          | Nominado  |
| 2007 | Revelación                        | Víctor Malagrino                          | Nominado  |
| 2007 | Revelación                        | Violeta Urtizberea                        | Ganadora  |
| 2007 | Participación especial en ficción | Rita Cortese                              | Ganadora  |
| 2007 | Mejor canción original            | "Enamorada" interpretado por Miranda!     | Nominado  |
| 2008 | Mejor actriz de comedia           | Carla Peterson                            | Ganadora  |
| 2008 | Mejor autor / libretista          | Esther Feldman Alejandro Maci             | Nominados |

### Premios Clarín
| Año  | Categoría                      | Receptor                       | Resultado |
| ---- | ------------------------------ | ------------------------------ | --------- |
| 2007 | Mejor ficción diaria - Comedia | Mejor ficción diaria - Comedia | Ganadora  |
| 2007 | Mejor autor / Libretista       | Esther Feldman Alejandro Maci  | Ganadores |
| 2007 | Mejor actor - Comedia          | Luis Ziembrowski               | Ganador   |
| 2007 | Mejor actriz - Comedia         | Carla Peterson                 | Ganadora  |
| 2007 | Revelación masculina           | Matías Desiderio               | Nominado  |
| 2007 | Revelación masculina           | Víctor Malagrino               | Nominado  |
| 2007 | Revelación femenina            | Violeta Urtizberea             | Ganadora  |
| 2008 | Mejor ficción diaria - Comedia | Mejor ficción diaria - Comedia | Ganadora  |
| 2008 | Mejor actor - Comedia          | Luis Ziembrowski               | Nominado  |
| 2008 | Mejor actriz - Comedia         | Carla Peterson                 | Ganadora  |

## Sucesión de tiras diarias deUnderground Contenidos
| Predecesor: El tiempo no para | Lalola 2007—2008 | Sucesor: Los exitosos Pells |

- Datos: Q586976